# Sugarless
Sugarless est un groupe de rock espagnol. Il est actif entre 1995 et 2006.

## Biographie

### Débuts
Les origines du groupe remontent à 1994 ; le guitariste Frankie quitte le Musicians Institute de Los Angeles, aux États-Unis et forme le groupe après avoir rencontré Iván et Samuel, qui occupaient respectivement les positions de chanteur et de batterie. En 1997, le groupe rencontre Joseba, qui devient leur bassiste.
En 2000, leur première sortie est enregistré en castillan, puis sort un album expérimental, Asegúramelo, en anglais et auto-produit. Il est publié au label Man Records. Après Asegúramelo, le groupe publie l'album Más Gas en 2002, chez Zero Records ; il est produit et mixé par Dani Alcover (Dover) et coproduit par Frankie. Il devient l'album qui les fait connaître dans la scène nationale du rock, avec 5 000 exemplaires vendus.
En 2003, leur dernier album studio, Vértigo, est publié, et produit et mixé par Frankie au label Zero Records. Avec lui, le groupe subit une petite évolution dans son style musical, qui comprend désormais des riffs lourds et agressifs comparé aux précédents albums.

### Sugarless-Planet et séparation
En 2005, Ivahn décide de se rendre à Los Angeles pour suivre des cours de chant. Pendant son séjour, il expérimente différents styles de musique et de chant. À un certain moment, il décide de présenter une chanson au public, dont l'attraction principale était la création d'un genre connu sous le nom de rumbatón, un mélange de rumba et de reggaeton. Ivahn décide de commencer une carrière solo sous le nom de Huecco, ce qui crée des divergences d'opinion au sein de Sugarless. Frankie et Samuel quittent le groupe, et sont temporairement remplacés par David Obelleiro à la guitare (Super Skunk, Skunk D.F.) et Edu Ostos à la batterie (Coilbox). Après ce changement, les membres sont obligés de changer le nom du groupe en celui de Sugarless-Planet, en raison de problèmes juridiques. En 2006, le groupe se sépare.

## Style musical
Le style musical de Sugarless mêle plusieurs genres musicaux : funk, hip-hop, punk hardcore, grunge, acid jazz et punk rock, et est influencé par des groupes tels que Rage Against the Machine, Queens of the Stone Age et les Red Hot Chili Peppers,,. Ils sont parfois considéré à tort comme un groupe de nu metal.

## Discographie
- 1998 : Asegúramelo (Mans Records)
- 2002 : Más Gas (Zero Records)
- 2003 : Vértigo (Zero Records)

## Membres

### Derniers membres
- Ivahn - chant (1994-2006)
- Joseba - basse (1997-2006)
- David Obelleiro - guitare (2005-2006)
- Edu Ostos - batterie) (2005-2006)

### Anciens membres
- Frankie - guitare (1994-2005)
- Samuel - batterie (1994-2005)